# Гурьевка (Ульяновская область)
Гурьевка — упразднённый в 1954 году рабочий посёлок, вошедшее в черту города Барыш Ульяновской области России. Ныне микрорайон города Барыш.

## География
Гурьевка расположена на реке Барыш, реке Тёплая (Мачкалейка) и пруду Макай (в прошлом Акчуринский). Ближайшие села: Троицкое-Куроедово в 2 км, дер. Малая Силаевка в 1 км, дер. Силаевка в 2 км, дер. Ханинеевка в 8 км и Конновка в 10 км, в 139 км от Ульяновска.

## История
Гурьевка основана в конце XVII века во время строительства Сызранской засечной черты, жителями села Троицкое Куроедово.
В 1780 году, при создании Симбирского наместничества, деревня Гурьевка, «а жители в ней числятся по ревизии в селе оном Троицком Куроедове», помещиковых крестьян, из Синбирского уезда вошла в состав Канадейского уезда. С 1796 года — в Карсунском уезде Симбирской губернии.
В 1825 году по приказу Дмитрия Степановича Кроткова зародился Гурьевский фабричный район и суконная мануфактура. В 1862 году мануфактуру арендовали, а в 1869 году эту фабрику купил купец Курамша Акчурин.
В 1849 года в деревню Гурьевку была переселена часть жителей села Коптевка Сызранского уезда.
На 1859 год сельцо Гурьевка, владельческое, по дороге из г. Карсуна в пригород Канадей, входило в состав 1-го стана Карсунского уезда. В селе имелось: две фабрики — суконная и бумажная, винокуренный завод.
В 1895 году началось строительство Московско-Казанской железной дороги, которое закончилось в 1898 году, около Гурьевки открылся ж/д тупик «Акчурин» (затем — разъезд и ж/д станция, ныне — остановочный пункт «Акчуринский»).
Во время Первой Русской революции Гурьевка стала центром рабочего движения. Здесь находился главный стачечный комитет. Рабочих суконной фабрики поддержали крестьяне окрестных сёл. 31 августа 1906 года рабочие оказали решительное сопротивление правительственным войскам и они отступили к с. Жадовка и только когда в Гурьевку было стянуто около тысячи солдат выступление рабочих и крестьян было подавлено.
По приглашению Хасана Тимербулатовича Акчурина в с. Гурьевке, в 1908-1909 годах гостила поэт Габдулла Тукай.
В 1910-х годах в Гурьевке при рабочем клубе фабрики Акчуриных возник татарский драматический коллектив. В состав труппы вошли молодые люди из числа служащих, рабочих, учителей и библиотекарей. В спектаклях были заняты и молодые Акчурины: Хамза Тимербулатович, Гумер и Махмуд Хасановичи. Активным членом коллектива был Шамиль Усманов, впоследствии татарский писатель. Большую помощь татарским актёрам оказывал руководитель фабричного русского драмколлектива Н. В. Райский (Кожевников), в прошлом профессиональный актёр Симбирского русского театра. После 1917 года коллектив при клубе фабрики им. Гладышева (в новом составе) продолжил активную деятельность вплоть до Отечественной войны. В 1920—30-х годах им руководил А. Абдрашитов, позднее актёр театров г. Казани. Современные театральные коллективы г. Барыша — наследники русского и татарского театров при фабричном клубе Акчуриных.
На 1913 год Гурьевка находилась в Водарацкой волости, в сельце имелось: суконная фабрика Товарищества Т. К. Акчурина, общественная мельница. Также при сельце было: суконная фабрика Ачкуриных, где было: лесопильня, мыловаренный и чугунолитейный заводы, тупик «Акчурин».
В июне 1917 году в Гурьевке проходил съезд делегации суконных фабрик — собрались представители 26 фабрик Симбирской, Самарской, Пензенской и Тамбовской губерний. Был создан профсоюз текстильщиков и первым председателем правления союза текстильщиков Поволжского района был избран Гладышев Пётр Харитонович. 
В ноябре 1917 года фабрики были национализированы.  
В 1918 году в Гурьевке был создан сельсовет, куда вошли: с. Гурьевка, Гурьевская суконная фабрика, Коммуна «Свет», Силаевка и Силаевские выселки, пос. Юрьевский. 
В Гражданскую войну в окрестностях Гурьевки шли упорные бои частей Инзенской дивизии. 12 июля 1918 года ими было отражено на реке Барыш восемь атак. В августе на разъезде Акчуринский находился штаб дивизии, в которой был командующий 1-й армии М. Н. Тухачевский. 
На 1924 год село Гурьевка являлось волостным центром, куда входили с/с: Акшуатовский, Бештановский, Водорацкий, Гурьевский, Конновский, Троицко-Куроедовский. В селе было: ВИК, почтово-телеграфный отдел «Акчурино», районная телефонная станция, больница, ясли, две школы 1-й и 2-й ступени. 
С 1924 по 1928 годы Гурьевская волость входила в Сызранский уезд Ульяновской губернии, затем — в Барышском районе Сызранского округа. 
На 1930 год село Гурьевка входило в состав Барышского района — центр Гурьевского с/с, куда входили: Силаевка и Силаевские выселки, а также фабричное заводское поселение (ФЗП) Гурьевской фабрики. 
В 1938 году, при очередном районировании, были объединены населённые пункты входившие в Гурьевский с/с, в один — рабочий посёлок Гурьевка. 
В августе 1941 года в район Гурьевской текстильной фабрики имени П. Х. Гладышева прибыли вагоны с работниками и фабричным оборудованием двух белорусских швейных фабрик: «Коминтерн» (г. Гомель) и «Профинтерн» (г. Витебск). Новая фабрика получила название Гурьевская швейная фабрика № 4 Наркомата лёгкой промышленности (ныне ООО «Барышская швейная фабрика») . 
22 декабря 1954 года Указом Президиум Верховного Совета РСФСР рабочие посёлки Барыш и Гурьевка были объединены в город Барыш районного подчинения.

## Население
- На 1780 год в деревне Гурьевка жило «—» ревизских душ[3].
- На 1859 год — в 87 дворах жило: 350 муж. и 404 жен.[7]
- На 1900 год — в 141 дворе жило: 478 муж. и 451 жен.[24];
- На 1913 год — в 248 дворах жило: 530 муж. и 597 жен.[13]
- На 1924 год — в 240 дворах жило 1138 человек[16].
- На 1930 год — в 257 дворах жило 947 человек[19].
- На 1939 год в рабочем посёлке Гурьевка жило: 6404 человека[25].

## Известные уроженцы, жители
- Симонова Анна Степановна — Герой Социалистического Труда, ткачиха фабрики им. Гладышева, Барышский район, родилась в Гурьевке[26].
- Молчанов Евгений Михайлович — Герой Советского Союза (1943), жил в Гурьевке[27].
- Акчурин Тимербулат Курамшевич ((тат.) Тимербулат Акчурин) — предприниматель, меценат, Потомственный почётный гражданин Симбирска, жил и был похоронен здесь[11][28].

## Достопримечательности
- Здание ж/д станции «Акчуринская» — объект культурного наследия регионального значения[29];
- Гурьевская усадьба (площадь Фабричная, 5А)[30];
- Гурьевская бумажная фабрика (площадь Фабричная, 5А)[30];

## Галерея

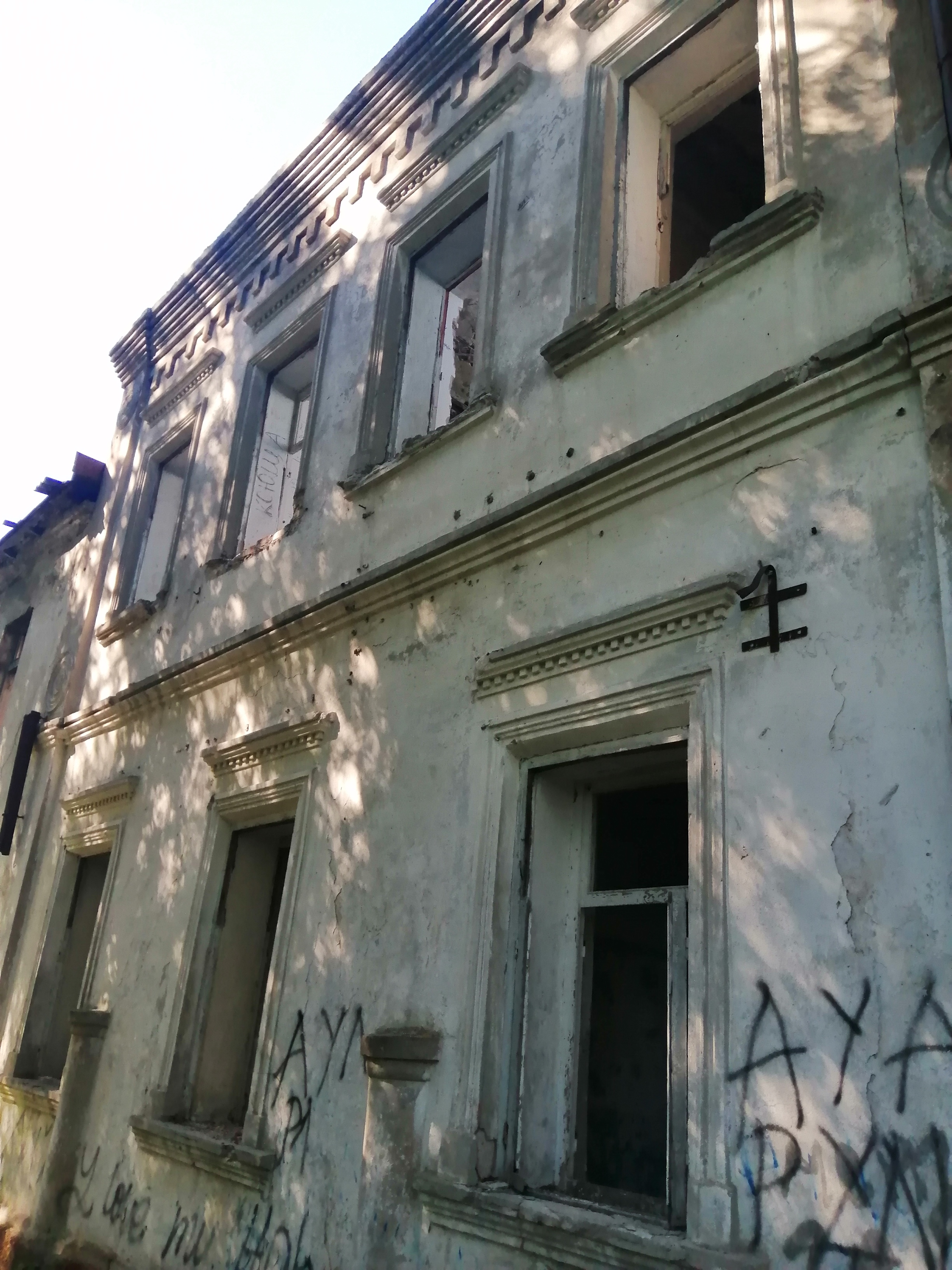
Гурьевская усадьба фасад.
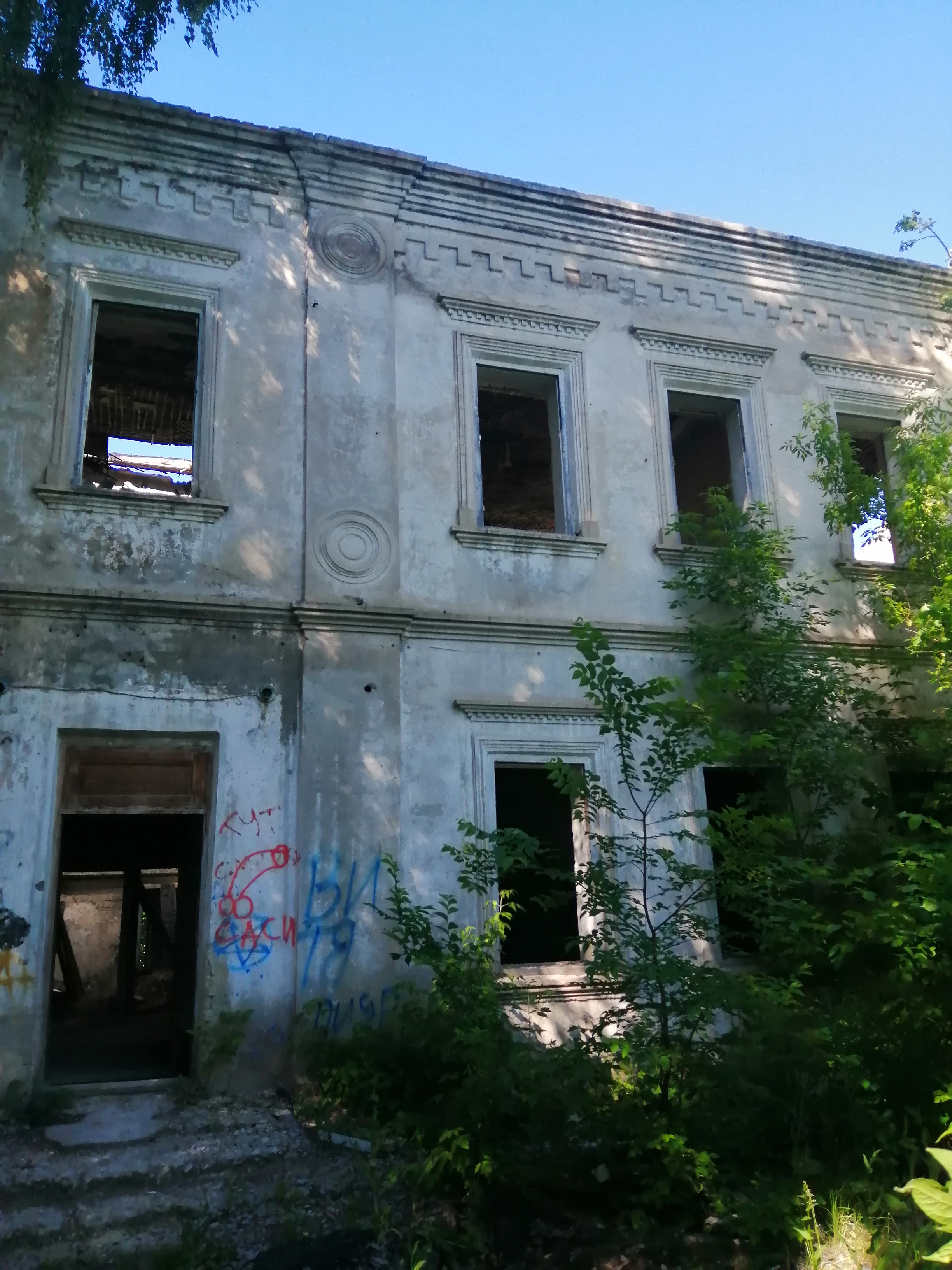
Фрагмент фасада гурьевской усадьбы.
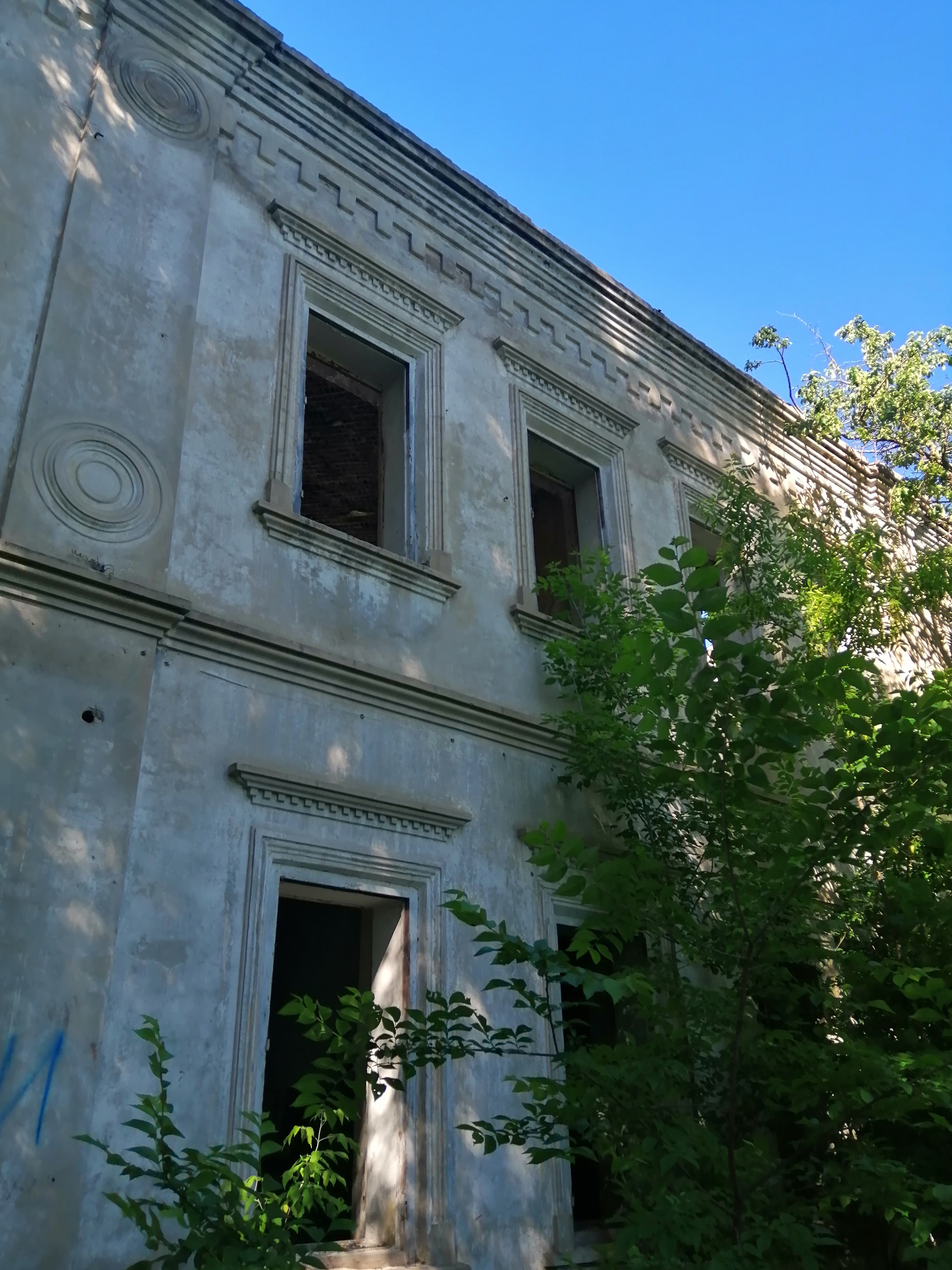
Гурьевская усадьба.